# ポツダムの日

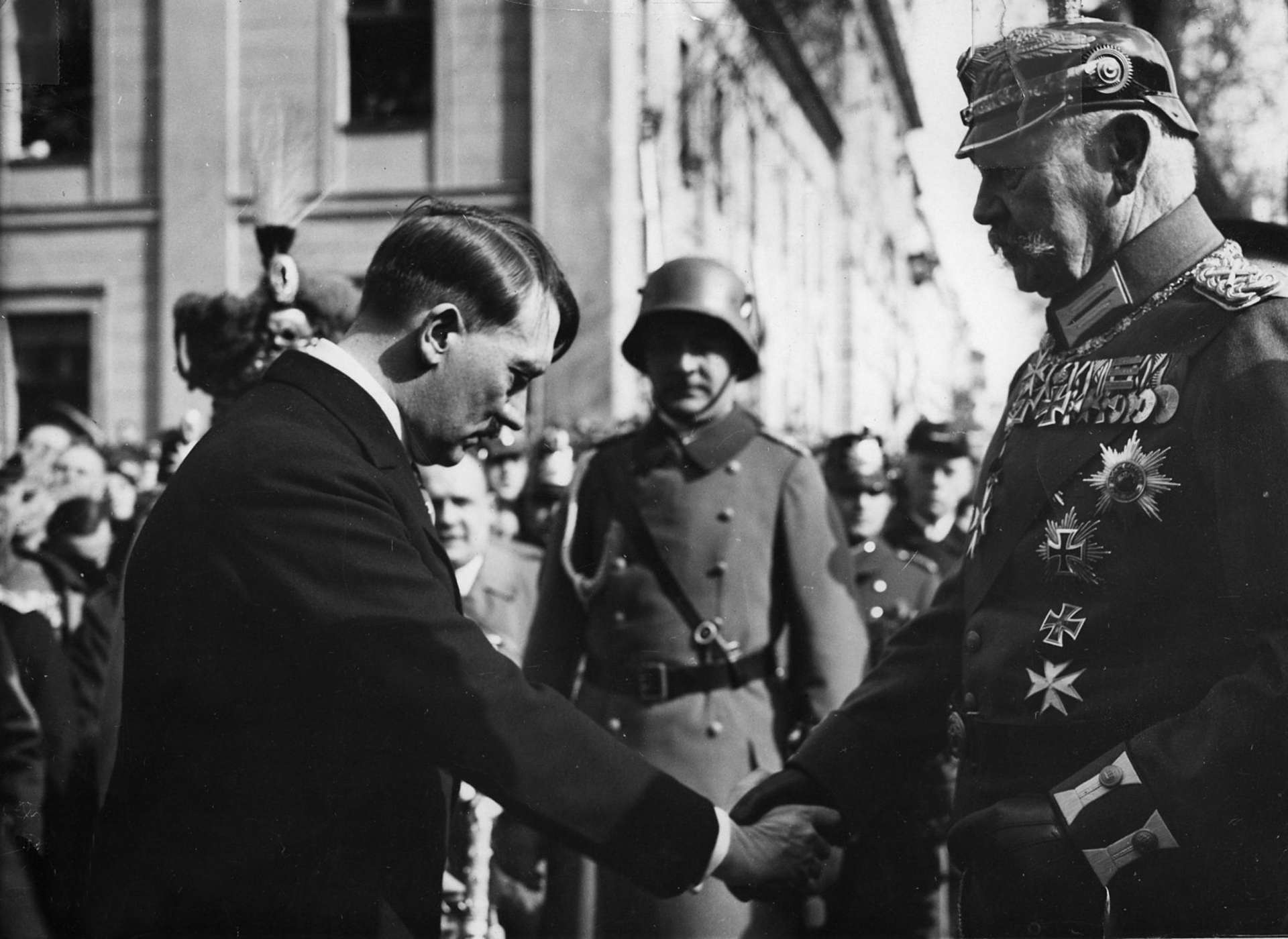
フォン・ヒンデンブルク大統領に頭を垂れ、手を差し出すアドルフ・ヒトラー首相。彼がモーニングコートとシルクハットの装いで登場するのは珍しいことであった。ヒトラーの後ろにほぼ隠れているのはアウグスト・フォン・マッケンゼン元帥であり、の制帽がかろうじて見える。

ポツダムの日（ポツダムのひ、ドイツ語: Tag von Potsdam）は、1933年3月21日にドイツのポツダムにあった衛戍教会にて行われた行事。
1933年3月5日に改選された国会議員のうち、社会民主党（SPD）および共産党（KPD）以外の議員がパウル・フォン・ヒンデンブルク大統領臨席のもと参加した。これは1918年まで行われていた、新議員が皇帝に拝謁する習しを彷彿とさせるものであった。新国会の正式な開会式は衛戍教会ではなく、後にベルリンのクロルオーパーにて行われた。これは前月に国会議事堂が放火された（国会議事堂放火事件）ため、代替議場とされた場所であった。
この時点では国民社会主義ドイツ労働者党（ナチ党）のアドルフ・ヒトラーは首相に就任してから2か月たらずで、独裁的支配はまだ確立していなかった。保守派の国家人民党との連立政権で、特に大統領からの信任に依拠したものであった。そこで3月13日に新設されたヨーゼフ・ゲッベルス率いる国民啓蒙・宣伝省が企画したのが「ポツダムの日」であった。これは、保守的で君主制を支持する人々（ヒンデンブルク大統領その人も含まれる）に好感を与え、支持を得ることを意図したもので、「古き偉大さ」とナチズムの「若い力」の結合を可視化するものであった。

## 前史
1933年3月5日、国会が改選された。ナチ党は、1933年2月27日夜の国会議事堂放火事件を共産党の仕業とし、二つの緊急大統領令で非常時大権を得た。これを背景にナチ党は得票を伸ばしたが、絶対多数には及ばなかった（1933年3月ドイツ国会選挙を参照）。政権担当能力のある連立政権を形成するため、ナチ党が白羽の矢を立てたのが右派国家主義政党、国家人民党であった。
ナチ党指導部はさらに全権委任法の国会提出をもくろんでいた。そのためには差し当たり、ヴァイマル体制下で憲法改正のための他の法律と同様、国会での3分の2以上の議決が必要であった。その実現には、特に中央党議員から同意を得る必要があった。
衛戍教会はプロイセン王国のフリードリヒ2世（大王）の墓所があり、プロイセン・ドイツの伝統と栄光に根差した場所であった。教会代表者とヒンデンブルクは衛戍教会が政論の場とされることを危惧したため、この行事は3部構成にて行われることとなった。衛戍教会での式典、続いて諸宗派によるミサ、最後に「長い厩舎 (langer Stall)」にて国会とされた。しかし厩舎を短期間の内に改装することは難しかったため、国会の会場はベルリンのクロルオーパーに変更された。式典が開かれる日は、「国民高揚の日 (ドイツ語: Tag der nationalen Erhebung)」と名付けられた。式典の演出を任されたゲッベルスは4日前の日記で「ポツダムの式典ははじめてナチス流のやり方で開催されることになる」、「ラジオは全ドイツに放送される。全国民がこの式典に参加しなければならない。」、「この国家の祝賀行事を当代の人々の記憶に消しがたい刻印をおすための一切の処置をとった。」と書いている。

## 式次第

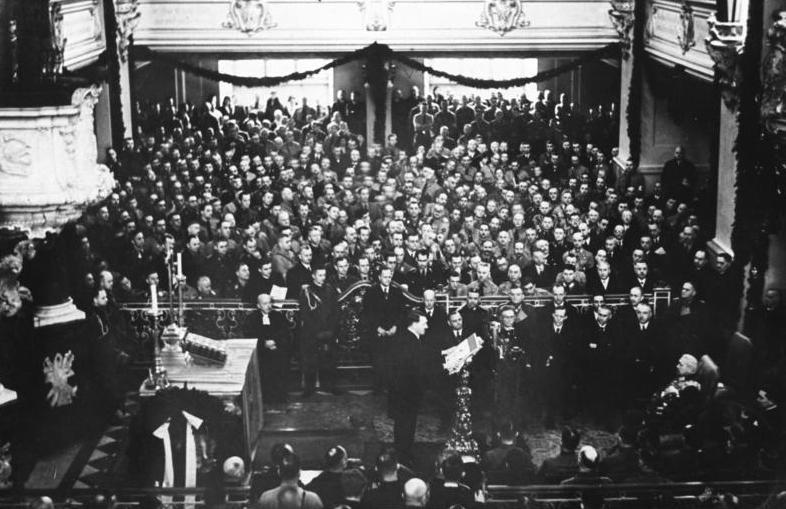
衛戍教会でのヒトラーの演説

大統領と福音派の議員はニコライ教会で、またカトリックの議員はペテロ・パウロ教会でミサに参加した後、市内を練り歩き、その後、衛戍教会での式典を行うこととなっていた。しかし、ヒトラーとゲッベルスはミサ聖祭に参加せず、代わりにベルリンのルイーゼンシュタットで、殉職した突撃隊員の墓前に花輪をささげた。このことは正面切っての侮辱と受け止められた。KPD議員は既に逮捕され、SDP議員は参加を拒否した。
ラジオでは全式次第が中継され、またラジオを所有していない人々向けに、地域ごとの催し物もあった。大規模なミサ聖祭の後、12時少し前にヒトラーとヒンデンブルクらの一行は衛戍教会前で落ち合い、様々な有力者が衛戍教会前でパウル・フォン・ヒンデンブルク大統領に挨拶を述べた。ヒンデンブルク大統領はヒトラーと握手をかわしている。この短い邂逅は映像にも納められている。アメリカ人写真家が撮影したスナップショットは、後にナチスのプロパガンダに徹底的に利用された。ヒトラーは制服ではなくモーニングコートにシルクハットの装いで、大統領に恭しく深々と首を垂れる姿は「ポツダムの日」に厳粛な趣を与えるものであった。
会場には空席であるドイツ皇帝の玉座が据えられ、アウグスト・ヴィルヘルム、オスカー、アイテル・フリードリヒらといった旧帝室の面々が列席していた。ヒンデンブルクとそれに付き従うようにヒトラーが教会に入場し、向かい合って着席した。ヒンデンブルク大統領のごく短い演説が行われ、次いでヒンデンブルクの付託により国家指導を行うことや、新政権の方針を述べる首相の演説があった。ゲッベルスはその日記に、ヒンデンブルクの目に涙が浮かぶのを見たと記述している。
国家行事の後には、軍事パレードが行われた。ゲッベルスは、この日にナチ的な形式を与えようとしたものの、街を埋め尽くしたのは、ナチの鉤十字の旗（）ではなく、黒赤金の三色旗（）であった。
式典ののち、臨時の国会議事堂となったクロルオーパーで行われた国会で、全権委任法の法案が提出された。ヒトラーは、大統領、国会、参議院といった国家機関の権利は不可侵である、と述べたが、これは事実に反するものであった。ヒンデンブルクが1934年8月に死去すると、大統領職は首相職と統合され、指導者兼首相（ドイツ語: Führer und Reichskanzler）であるヒトラー個人に大統領の権能が移譲された（総統）。

## 催事の目的
ナチスがポツダムの日で望んだのは、ヒトラーをフリードリヒ大王、ビスマルク、ヒンデンブルクといった連綿と続くプロイセン＝ドイツ史に組み込み、その一環として提示することであった。
ポツダムは明確な意図をもって会場に選ばれた。ポツダムは歴代プロイセン王が居城を置いた都市で、ドイツの過ぎし栄光の日々のシンボルであり、ナチ政権は自らをこれと結び付けようとしたのであった。3月21日となったのも、1871年の同日にドイツ帝国の第1回国会が開会したためである。この催事はこの直前に設立されたばかりの国民啓蒙・宣伝省を率いるヨーゼフ・ゲッベルスにとって初の大規模な演出となった。
大統領と首相が握手するシーンは見る者に対し、ヒトラーやナチスといっても、敬愛される国父ヒンデンブルクにはこうして臣従しているのだから、もうヒトラーは危険ではない、といった印象を与えることが意図されていた。このジェスチャーは、さらには戦争の英雄ヒンデンブルクと一兵卒ヒトラーの連続性をもシンボル化した。ヒトラーは今や国軍への責任をも引き受けたためである。アンドレ・フランソワ＝ポンセはこの式典が右翼の同盟者を「欺き幻惑させ」、ヒトラーが彼らの忠実な雇人であると安心させるための「最後の目くらましの場」であったと評している。

## 帰結

### 全権委任法の採決
社民党はこの式典には示威行動として参加せず、共産党員や社民党の有力者の一部は、内務大臣 ヴィルヘルム・フリックの言葉によれば「強制収容所での有用な労働」を理由にして出席を妨害された。1933年3月23日に新国会が開催され、全権委任法の審議、採決が行われると、出席した社民党を除いた全議員がこれに賛成した。2日前に行われたこの催事は、数々の演説の中で幾度となく言及された。しかし「ポツダムの日」よりも重要だったのは、実はカトリックの中央党の賛成であった。権力の衝動にかられたヒトラーを、法律によって国家という規律ある路線に導こうという希望からであった。

### 歴史像

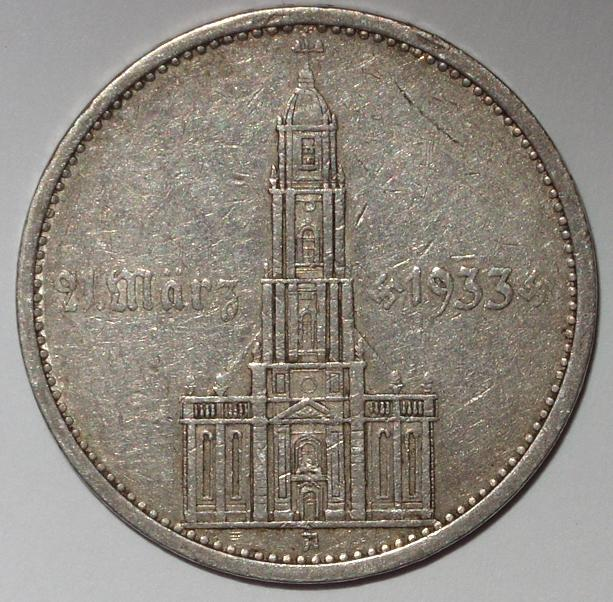
1934年発行の2RM硬貨。表面には、衛戍教会とポツダムの日の日付、および鉤十字が刻印されている。

ナチスのプロパガンダはプロイセンの歴史を意図的にナチズムに取り込もうとした。ポツダムの日は、特に国外に向けてはその目的に合致するものであった。ゼバスティアン・ハフナーといった歴史家やジャーナリストは、この数十年、世間に流布するプロイセン国家のイメージの変革を試みてきた。例えば、プロイセンの本質は、伝統的に法治国家であったが、これをヒトラーは「政権獲得」で破壊したのである。ハインリヒ・アウグスト・ヴィンクラーはポツダムの日の幻想について書いている。